# Aspach (Mosela)
 Aspach  es una comuna   y población de Francia, en la región de Lorena, departamento de Mosela, en el distrito de Sarrebourg y cantón de Lorquin.
Su población en el censo de 1999 era de 36 habitantes.
Está integrada en la Communauté de communes du Pays des Deux Sarres .

## Demografía
| 59 | 60 | 58 | 49 | 41 | 36 |
| Para los censos de 1962 a 1999 la población legal corresponde a la población sin duplicidades (Fuente: INSEE [Consultar]) |    |    |    |    |    |